# Barbara Perry
Pour les articles homonymes, voir Perry.
Barbara Mae Perry (née le 22 juin 1921 à Norfolk en Virginie, et morte le 5 mai 2019 à Los Angeles (Californie)) est une actrice, chanteuse et danseuse américaine qui a fait carrière à Hollywood et à Broadway.

## Biographie
Barbara Perry voit le jour à Norfolk en Virginie. Son père, William Covington Perry, d'Hopewell en Virginie, est claviériste de jazz et de classique avec les "Happiness Boys", un groupe de New York. Sa mère, Victoria Mae Gates, de New Castle en Pennsylvanie, est chanteuse soprano dans une chorale du Metropolitan Opera.
S'étant séparée de son mari du temps qu'elle chantait à la chorale du Metropolitan Opera pour mieux s'occuper de son enfant, elle engage sa fille unique Barbara comme membre du corps de ballet pour enfants du Metropolitan Opera. C'est le début pour Barbara d'une carrière à vie de danseuse.
Barbara Perry amorce sa carrière cinématographique en 1933 lorsqu'elle joue dans Le Grand Avocat. Elle fait une courte apparition aussi dans The Mystery of Edwin Drood en 1935.
Barbara Perry est la tête d'affiche comme danseuse solo de ballet dans plusieurs clubs de nuit internationaux, incluant des prestations à Broadway et ailleurs, dans des productions variées. Elle est la partenaire de danse d'Eddie Foy Jr., jouant Anna dans Rumple au théâtre Alvin en 1957, mettant en vedette Gretchen Wyler et Stephen Douglass, et avec un jeune Elliott Gould dans la chorale. En 1950, elle incarne Madame Laray dans Happy as Larry à Broadway après une tournée ailleurs dirigée par Burgess Meredith et par Alexander Calder.
Du milieu des années 1950 au début des années 1960, elle étudie pour devenir actrice à la Royal Academy of Dramatic Art à Londres au Royaume-Uni où elle donne la réplique à George Formby, Warde Donovan et Sara Gregory dans Zip Goes a Million et lors de son retour aux États-Unis, elle fait des apparitions dans plusieurs séries télévisées telles The Donna Reed Show, The Andy Griffith Show, Mes trois fils et The Dick Van Dyke Show où elle campe Pickles, la femme de Buddy Sorrell, avant d'être remplacée par Joan Shawlee.
Barbara Perry joue également le rôle de Thelma Brockwood dans The Hathaways (en).
En 2014, elle joue encore à la télévision et dans des films. Son plus récent rôle fut Madame Douglas dans deux épisodes de la comédie de situation How I Met Your Mother sur la chaîne de télévision CBS.

### Mort
Barbara Perry s'éteint de causes naturelles le 5 mai 2019 à l'âge de 97 ans.

### Famille
Barbara Perry s'est mariée à Bennett Warren James le 13 décembre 1953 à Las Vegas. Ils divorcent à Los Angeles le 2 avril 1965. Ils ont une fille ensemble, Laurel Lee James.
Son second mariage avec l'animateur Art Babbitt est célébré le 14 avril 1967 à Hollywood en Californie, il dure jusqu'à son décès en 1992. Ils n'ont pas eu d'enfants.